# Gato rosado

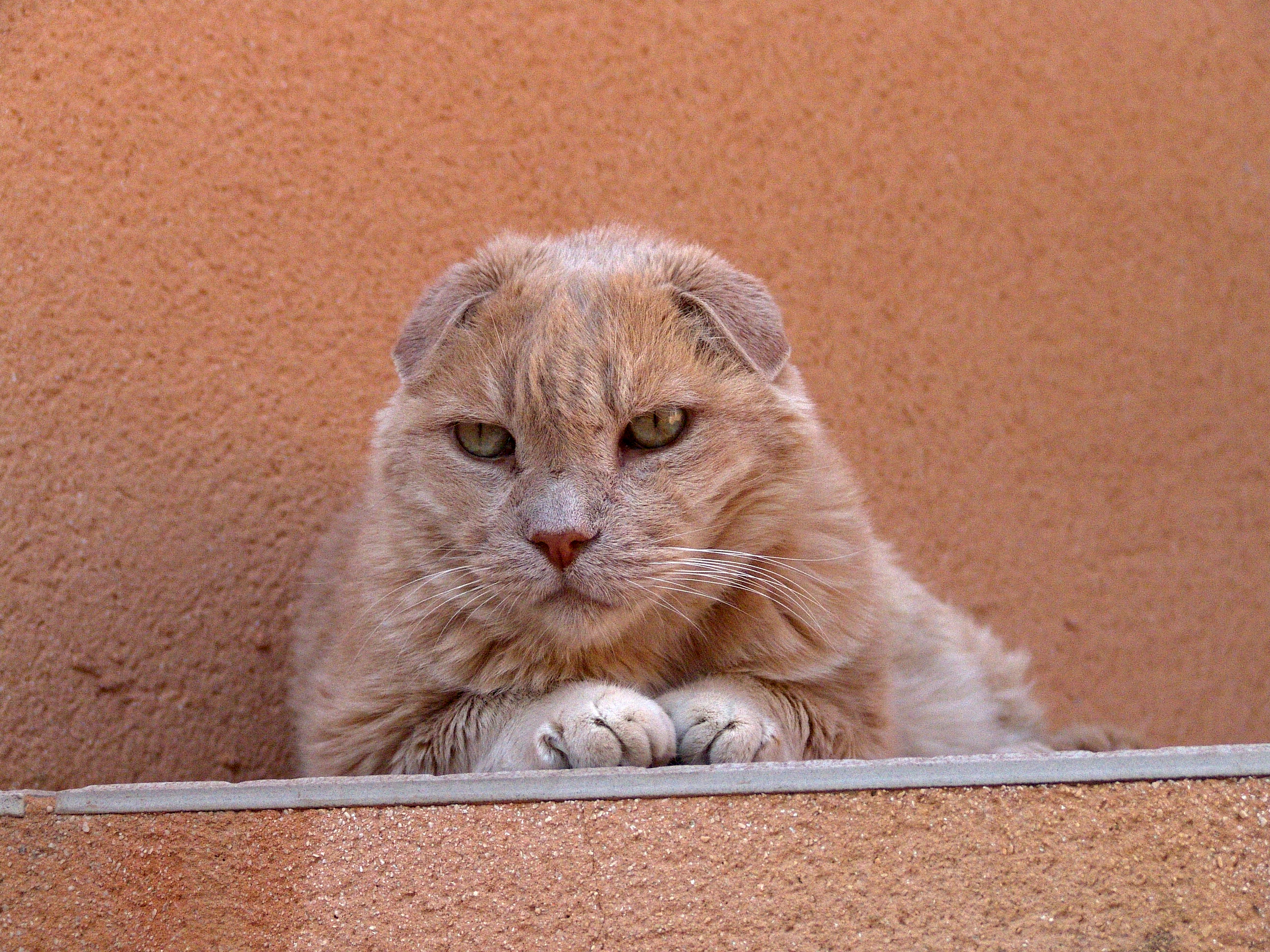
Un gato rosa con las orejas dobladas

Los gatos pueden ser de diferentes razas y colores de pelaje. Un gato rosado no es un color que se encuentre en la naturaleza. Pero varios gatos rosados han sido reportados en los medios de comunicación. A veces el color del gato ha cambiado a rosa con productos químicos o tintes. También hay varios gatos rosados ficticios en la cultura popular.

## Gatos rosas de verdad

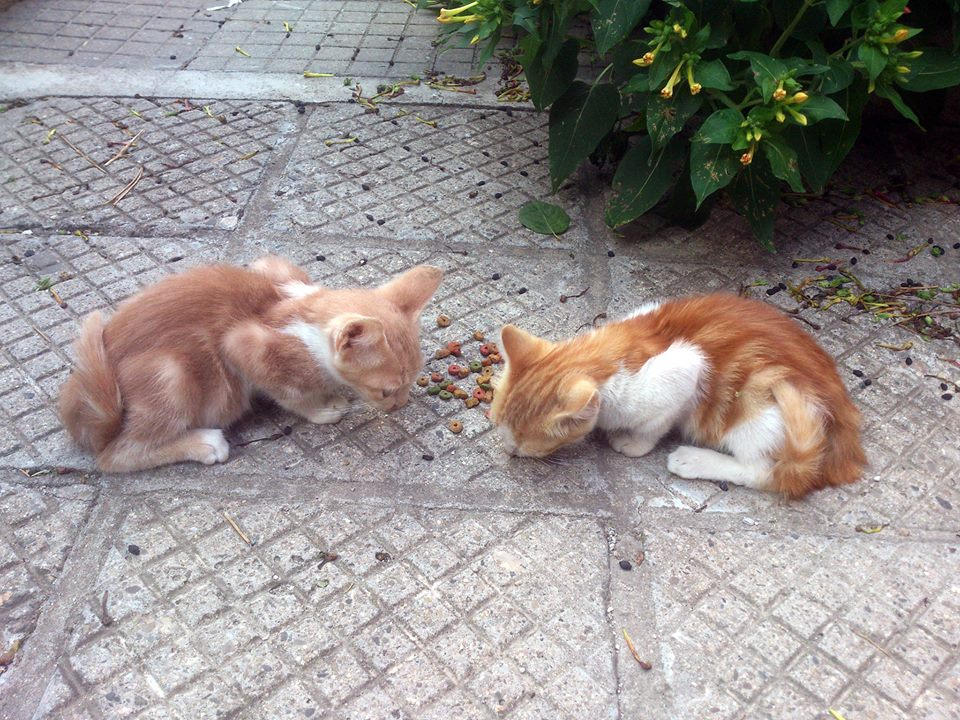
Un gato bicolor blanco-rosado y un gato bicolor blanco-naranja en Bulgaria

En septiembre de 2005, un gato llamado Brumas se alejó de sus dueños en Launceston, Cornualles. Cuando regresó al poco tiempo, su pelaje era de color rosa. Nadie ha descubierto la causa del cambio de color. Brumas fue llevado a la RSPCA para ser probado. No tenía toxinas.
En septiembre de 2010, se encontró un gato con pelo teñido de rosa en Swindon, en el suroeste de Inglaterra. La RSPCA dijo que el teñido era una "broma enferma". A pesar de que trataron de lavar el color de la piel del gato, se mantuvo rosa. El gato no tenía ningún signo de efectos secundarios o daños. El evento fue noticia en todo el mundo. Pronto el dueño dijo la verdad. Ella dijo que la gata había sido teñida de rosa usando colorante alimentario porque ella era una fan del color. Dijo que el acto "parecía una buena idea. Siempre quise un animal rosa, un poco como mi pelo". Dijo que había leído atentamente las instrucciones y que la coloración de los alimentos no podía ser perjudicial porque era segura para los seres humanos. La RSPCA decidió no arrestarla por dañar a su animal.
En mayo de 2011, se encontraron cuatro gatitos en una fábrica de hormigón en Redruth, Cornualles. Un gatito tenía pelo rosa. Un grupo de rescate de gatos llamado "Cats Protection", intentó lavar el color con champú, pero no pudo.
La contaminación procedente de una fábrica de acero en Port Talbot, Gales, ha vuelto a los gatos de color rosa y gris.
Los gatos que tienen manchas rosadas se encuentran en Bulgaria. El color es probablemente una mutación genética y está muy cerca del naranja. Por lo general, son de color rosa y blanco bicolor; o de color rosa, azul, blanco o rosa, negro y blanco calicó.

## Gatos rosados ficticios
La Pantera Rosa es un gato de dibujos animados creado por Friz Freleng. Se le ve en los títulos de apertura de las películas de Peter Sellers con su propia música. También tenía su propio programa de dibujos animados. El historiador de dibujos animados Jerry Beck ha dicho que el gato de los dibujos animados es "antiautoridad - es guay pero es rosa".
El personaje de la serie de televisión infantil Bagpuss era un gato rosado. La marioneta Bagpuss se suponía que era de color mermelada naranja. Cuando el títere fue hecho, estaba teñido de rosa por error.
Otro programa de televisión infantil, Roobarb y Custard, tenía un gato rosado llamado Custard. Roobarb, el perro, era amarillo. Este programa se emitió en la televisión de la BBC en Inglaterra. Los personajes actuaron como el gato y el ratón animados, Tom y Jerry.
En 2014, un artista holandés, Florentijn Hofman, hizo un gato rosa de 9,1 m de alto para una exposición en Century Park, Shanghái.